# Alex McLeish
Alexander McLeish, noto anche come Alex (Glasgow, 21 gennaio 1959), è un allenatore di calcio ed ex calciatore scozzese, di ruolo difensore.
Attivo come calciatore negli anni ottanta e novanta, dopo il ritiro ha intrapreso la carriera da allenatore, guidando con successo i Rangers di Glasgow.

## Biografia
Nato a Glasgow da Alex e Jean. Ha due fratelli minori, Angela e Ian. Dopo aver vissuto a Parkhead (distretto di Glasgow) e Kinning Park (sobborgo di Glasgow), la famiglia si trasferisce a Barrhead, cittadina a sud della capitale scozzese. Qui frequenta le scuole.
Giocando nelle squadre di calcio delle scuole, durante una finale di coppa contro il Glasgow United, nel 1976, si fa notare dal direttore sportivo dell'Aberdeen Ally MacLeod: McLeish firma il contratto con l'Aberdeen il giorno seguente.

## Carriera

### Calciatore

#### Club
Difensore, fu ingaggiato a 17 anni dall'Aberdeen, con il quale esordì in campionato due anni più tardi andando a formare una coppia centrale con il suo più anziano collega (e capitano) Willie Miller, la cui fascia ereditò dopo il suo ritiro dal calcio.
Nell'Aberdeen McLeish trascorse 16 stagioni e la sua militanza coincise con il periodo più prolifico nella storia del club: nella prima metà degli anni 1980, infatti, l'Aberdeen, sotto la guida di Alex Ferguson, era il capofila di quei club scozzesi che in misero in discussione lo strapotere delle due compagini di Glasgow, il Celtic e i Rangers. Ai tre titoli nazionali (1979-80, 1983-84 e 1984-85), si aggiunsero cinque Coppe di Scozia e tre Coppe di Lega, ma soprattutto la Coppa delle Coppe 1982-83 vinta a Göteborg in finale contro il Real Madrid, e la Supercoppa d'Europa 1983 vinta contro l'Amburgo.
Nel 1990 viene nominato calciatore scozzese dell'anno.

#### Nazionale
In nazionale McLeish esordì nel 1980 (26 marzo, Scozia - Portogallo 4-1) e prese parte alle fasi finali del campionato del mondo 1982 in Spagna, quello del 1986 in Messico e del 1990 in Italia. Tra i più selezionati giocatori di Scozia, ha vestito 77 volte la maglia della nazionale del suo Paese.

### Allenatore
L'attività da allenatore di McLeish coincise con la sua ultima stagione di calcio giocato: nel 1994, infatti, fu ingaggiato dal Motherwell come calciatore-allenatore. Nella stagione successiva guidò la squadra al secondo posto della Scottish Premier League dietro ai Rangers di Walter Smith, ma non riuscì a ripetersi, e nel 1998 si trasferì all'Hibernian, in seconda divisione (la First Division).
A Edimburgo McLeish riuscì a riportare il club in Premier League e a condurlo, nella stagione successiva, a un tranquillo centro-classifica e alla vittoria in Coppa di Scozia. Nella stagione 2000-01, pur perdendo la finale della Coppa raggiunta per il secondo anno consecutivo, chiuse al terzo posto in campionato, cosa che lo pose all'attenzione dei club più importanti: fu così che, nel dicembre del 2001, il tecnico uscente dei Rangers Dick Advocaat lo segnalò alla dirigenza del club di Glasgow che lo ingaggiò.
Capitato nel mezzo di una crisi finanziaria indotta dalle spese di Advocaat, McLeish riuscì, ciononostante, a conseguire qualche successo di rilievo: nella stagione d'esordio portò nella bacheca del club la Coppa di Scozia e quella di Lega e, dopo un anno transitorio senza trofei, nel 2005 conseguì un altro double, campionato/Coppa di Lega.
A causa dei risultati altalenanti in campionato (nonostante una vittoria nel derby contro il Celtic e il passaggio della fase a gironi di Champions League dopo l'1-1 contro l'Inter) il 9 febbraio del 2006 il presidente David Murray, dopo aver dato fiducia a McLeish nel dicembre 2005, annuncia che verrà esonerato a fine stagione.
Il suo posto fu preso da Paul Le Guen. Quando il francese si dimise dopo soli 6 mesi, nel gennaio 2007, i Rangers richiamarono sulla panchina Walter Smith, che nel frattempo era divenuto allenatore della nazionale scozzese. Dopo un contenzioso con la federazione, Smith fu lasciato libero e il suo posto sulla panchina della nazionale fu preso proprio da McLeish, che ricoprì questo incarico sino a novembre 2007. Dopo la qualificazione fallita al campionato d'Europa 2008 (in un girone che comprendeva Italia e Francia), rassegnò le dimissioni dall'incarico e firmò un contratto da allenatore con la squadra di Premier League del Birmingham, la cui retrocessione McLeish non riuscì a evitare.
Dal novembre del 2007 al 13 giugno 2011 allenò il Birmingham City riuscendo a vincere la Carling Cup battendo l'Arsenal in finale.
Il 17 giugno 2011 venne ingaggiato dai rivali concittadini dell'Aston Villa. Il 14 maggio 2012 venne esonerato.
Il 27 dicembre 2012 diventa il nuovo allenatore del Nottingham Forest, ruolo che lascia di mutuo accordo con la dirigenza il 5 febbraio 2013.
Il 28 febbraio 2016 diventa il nuovo allenatore dello Zamalek, compagine egiziana. Dopo una serie di risultati negativi, il 2 maggio arriva l'esonero, a dieci giornate dalla fine del campionato.
Il 16 febbraio 2018 è richiamato sulla panchina della Scozia con contratto biennale. Vince il girone di UEFA Nations League, ma il 18 aprile 2019 è esonerato un mese dopo la sconfitta per 3-0 contro il Kazakistan.

## Statistiche

### Statistiche da allenatore
| Stagione               | Squadra                | Campionato             | Campionato | Campionato | Campionato | Campionato | Coppe nazionali | Coppe nazionali | Coppe nazionali | Coppe nazionali | Coppe nazionali | Coppe continentali | Coppe continentali | Coppe continentali | Coppe continentali | Coppe continentali | Altre coppe | Altre coppe | Altre coppe | Altre coppe | Altre coppe | Totale | Totale | Totale | Totale | % Vittorie | Piazzamento      |
| Stagione               | Squadra                | Comp                   | G          | V          | N          | P          | Comp            | G               | V               | N               | P               | Comp               | G                  | V                  | N                  | P                  | Comp        | G           | V           | N           | P           | G      | V      | N      | P      | %          | Piazzamento      |
| ---------------------- | ---------------------- | ---------------------- | ---------- | ---------- | ---------- | ---------- | --------------- | --------------- | --------------- | --------------- | --------------- | ------------------ | ------------------ | ------------------ | ------------------ | ------------------ | ----------- | ----------- | ----------- | ----------- | ----------- | ------ | ------ | ------ | ------ | ---------- | ---------------- |
| 1994-1995              | Motherwell             | SPD                    | 36         | 14         | 12         | 10         | SC+CdL          | 2+2             | 1+1             | 0+0             | 1+1             | CU                 | 4                  | 2                  | 0                  | 2                  | -           | -           | -           | -           | -           | 44     | 18     | 12     | 14     | 40,91      | 2º               |
| 1995-1996              | Motherwell             | SPD                    | 36         | 9          | 12         | 15         | SC+CdL          | 1+3             | 0+1             | 0+1             | 1+1             | CU                 | 2                  | 1                  | 0                  | 1                  | -           | -           | -           | -           | -           | 42     | 11     | 13     | 18     | 26,19      | 8º               |
| 1996-1997              | Motherwell             | SPD                    | 36         | 9          | 11         | 16         | SC+CdL          | 4+1             | 2+0             | 1+1             | 1+0             | -                  | -                  | -                  | -                  | -                  | -           | -           | -           | -           | -           | 41     | 11     | 13     | 17     | 26,83      | 8º               |
| 1997-feb. 1998         | Motherwell             | SPD                    | 24         | 6          | 5          | 13         | SC+CdL          | 2+3             | 1+1             | 1+1             | 0+1             | -                  | -                  | -                  | -                  | -                  | -           | -           | -           | -           | -           | 29     | 8      | 7      | 14     | 27,59      | Dimiss.          |
| Totale Motherwell      | Totale Motherwell      | Totale Motherwell      | 132        | 38         | 40         | 54         |                 | 18              | 7               | 5               | 6               |                    | 6                  | 3                  | 0                  | 3                  |             | -           | -           | -           | -           | 156    | 48     | 45     | 63     | 30,77      |                  |
| feb.-giu. 1998         | Hibernian              | SPD                    | 12         | 2          | 6          | 4          | SC+CdL          | -               | -               | -               | -               | -                  | -                  | -                  | -                  | -                  | -           | -           | -           | -           | -           | 12     | 2      | 6      | 4      | 16,67      | Sub. 10º (retr.) |
| 1998-1999              | Hibernian              | SFD                    | 36         | 28         | 5          | 3          | SC+CdL          | 2+3             | 0+2             | 1+0             | 1+1             | -                  | -                  | -                  | -                  | -                  | -           | -           | -           | -           | -           | 41     | 30     | 6      | 5      | 73,17      | 1º (prom.)       |
| 1999-2000              | Hibernian              | SPL                    | 36         | 10         | 11         | 15         | SC+CdL          | 5+2             | 3+0             | 1+1             | 1+1             | -                  | -                  | -                  | -                  | -                  | -           | -           | -           | -           | -           | 43     | 13     | 13     | 17     | 30,23      | 6º               |
| 2000-2001              | Hibernian              | SPL                    | 38         | 18         | 12         | 8          | SC+CdL          | 5+3             | 4+1             | 0+1             | 1+1             | -                  | -                  | -                  | -                  | -                  | -           | -           | -           | -           | -           | 46     | 23     | 13     | 10     | 50,00      | 3º               |
| ago.-dic. 2001         | Hibernian              | SPL                    | 17         | 5          | 4          | 8          | SC+CdL          | 0+2             | 2               | 0               | 0               | CU                 | 2                  | 1                  | 0                  | 1                  | -           | -           | -           | -           | -           | 21     | 8      | 4      | 9      | 38,10      | Dimiss.          |
| Totale Hibernian       | Totale Hibernian       | Totale Hibernian       | 139        | 63         | 38         | 38         |                 | 22              | 12              | 4               | 6               |                    | 2                  | 1                  | 0                  | 1                  |             | -           | -           | -           | -           | 163    | 76     | 42     | 45     | 46,63      |                  |
| dic. 2001-2002         | Rangers                | SPL                    | 20         | 14         | 5          | 1          | SC+CdL          | 6+2             | 5+1             | 1+1             | 0+0             | UCL+CU             | 0+2                | 0                  | 1                  | 1                  | -           | -           | -           | -           | -           | 30     | 20     | 8      | 2      | 66,67      | Sub. 2º          |
| 2002-2003              | Rangers                | SPL                    | 38         | 31         | 4          | 3          | SC+CdL          | 6+4             | 5+4             | 1+0             | 0+0             | CU                 | 2                  | 1                  | 0                  | 1                  | -           | -           | -           | -           | -           | 50     | 41     | 5      | 4      | 82,00      | 1º               |
| 2003-2004              | Rangers                | SPL                    | 38         | 25         | 6          | 7          | SC+CdL          | 3+3             | 2+2             | 0+1             | 1+0             | UCL                | 8                  | 2                  | 2                  | 4                  | -           | -           | -           | -           | -           | 52     | 31     | 9      | 12     | 59,62      | 2º               |
| 2004-2005              | Rangers                | SPL                    | 38         | 29         | 6          | 3          | SC+CdL          | 1+4             | 0+3             | 0+1             | 1+0             | UCL+CU             | 2+6                | 0+3                | 1+0                | 1+3                | -           | -           | -           | -           | -           | 51     | 35     | 8      | 8      | 68,63      | 1º               |
| 2005-2006              | Rangers                | SPL                    | 38         | 21         | 10         | 7          | SC+CdL          | 2+2             | 1+0             | 0+1             | 1+1             | UCL                | 10                 | 3                  | 6                  | 1                  | -           | -           | -           | -           | -           | 52     | 25     | 17     | 10     | 48,08      | 3º               |
| Totale Rangers         | Totale Rangers         | Totale Rangers         | 172        | 120        | 31         | 21         |                 | 33              | 23              | 6               | 4               |                    | 30                 | 9                  | 10                 | 11                 |             | -           | -           | -           | -           | 235    | 152    | 47     | 36     | 64,68      |                  |
| nov. 2007-2008         | Birmingham City        | PL                     | 24         | 5          | 9          | 10         | FACup+CdL       | 1+0             | 0               | 0               | 1               | -                  | -                  | -                  | -                  | -                  | -           | -           | -           | -           | -           | 25     | 5      | 9      | 11     | 20,00      | Sub. 19º (retr.) |
| 2008-2009              | Birmingham City        | FLC                    | 46         | 23         | 14         | 9          | FACup+CdL       | 1+2             | 0+1             | 0+0             | 1+1             | -                  | -                  | -                  | -                  | -                  | -           | -           | -           | -           | -           | 49     | 24     | 14     | 11     | 48,98      | 2º (prom.)       |
| 2009-2010              | Birmingham City        | PL                     | 38         | 13         | 11         | 14         | FACup+CdL       | 5+2             | 3+1             | 1+0             | 1+1             | -                  | -                  | -                  | -                  | -                  | -           | -           | -           | -           | -           | 45     | 17     | 12     | 16     | 37,78      | 9º               |
| 2010-2011              | Birmingham City        | PL                     | 38         | 8          | 15         | 15         | FACup+CdL       | 4+7             | 3+5             | 0+1             | 1+1             | -                  | -                  | -                  | -                  | -                  | -           | -           | -           | -           | -           | 49     | 16     | 16     | 17     | 32,65      | 18º (retr.)      |
| Totale Birmingham City | Totale Birmingham City | Totale Birmingham City | 146        | 49         | 49         | 48         |                 | 22              | 13              | 2               | 7               |                    | -                  | -                  | -                  | -                  |             | -           | -           | -           | -           | 168    | 62     | 51     | 55     | 36,90      |                  |
| 2011-2012              | Aston Villa            | PL                     | 38         | 7          | 17         | 14         | FACup+CdL       | 2+2             | 1+1             | 0+0             | 1+1             | -                  | -                  | -                  | -                  | -                  | -           | -           | -           | -           | -           | 42     | 9      | 17     | 16     | 21,43      | 16º              |
| dic. 2012-feb. 2013    | Nottingham Forest      | FLC                    | 6          | 1          | 2          | 3          | FACup+CdL       | 1+0             | 0               | 0               | 1               | -                  | -                  | -                  | -                  | -                  | -           | -           | -           | -           | -           | 7      | 1      | 2      | 4      | 14,29      | Sub., Eson.      |
| ago. 2014-2015         | Genk                   | PL                     | 26+6       | 13+5       | 7+0        | 6+1        | CB              | 1               | 0               | 0               | 1               | -                  | -                  | -                  | -                  | -                  | -           | -           | -           | -           | -           | 33     | 18     | 7      | 8      | 54,55      | Sub. 7º          |
| feb.-mag. 2016         | Zamalek                | PL                     | 8          | 4          | 2          | 2          | CE              | 2               | 2               | 0               | 0               | -                  | -                  | -                  | -                  | -                  | -           | -           | -           | -           | -           | 10     | 6      | 2      | 2      | 60,00      | Sub., Eson.      |
| Totale carriera        | Totale carriera        | Totale carriera        | 673        | 300        | 186        | 187        |                 | 103             | 59              | 17              | 27              |                    | 38                 | 13                 | 10                 | 15                 |             | -           | -           | -           | -           | 814    | 372    | 213    | 229    | 45,70      |                  |

## Palmarès

### Giocatore

#### Club

##### Competizioni nazionali
- Campionato scozzese: 3

Aberdeen: 1979-1980, 1983-1984, 1984-1985
- Coppa di Scozia: 5

Aberdeen: 1981-1982, 1982-1983, 1983-1984, 1985-1986, 1989-1990
- Coppa di Lega scozzese: 2

Aberdeen: 1985-1986, 1989-1990

##### Competizioni internazionali
- Coppa delle Coppe: 1

Aberdeen: 1982-1983
- Supercoppa UEFA: 1

Aberdeen: 1983

### Allenatore

#### Club

##### Competizioni nazionali
- Scottish First Division: 1

Hibernian: 1998-1999
- Coppa di Scozia: 2

Rangers: 2001-2002, 2002-2003
- Coppe di Lega: 3

Rangers: 2001-2002, 2002-2003, 2004-2005
- Campionato scozzese: 2

Rangers: 2002-2003, 2004-2005
- Coppa di Lega inglese: 1

Birmingham City: 2010-2011